# کینریو آریموتو
کینریو آریموتو (انگلیسی: Kinryū Arimoto; ۱۱ فوریهٔ ۱۹۴۰ – ۱ فوریهٔ ۲۰۱۹) بازیگر، و صداپیشه اهل ژاپن بود. وی بین سال‌های ۱۹۶۳ تا ۲۰۱۸ میلادی فعالیت می‌کرد.